# Franz Samwald
Franz Samwald (* 17. Dezember 1931 in Pottschach; † 21. Dezember 1995 in Wiener Neustadt) war ein österreichischer Politiker (SPÖ) und SPÖ-Bezirksparteisekretär. Samwald war von 1969 bis 1987 Abgeordneter zum Nationalrat und von 1974 bis 1993 Bürgermeister der Stadtgemeinde Ternitz.

## Leben
Samwald besuchte die Volksschule und war von 1945 bis 1946 als Hilfsarbeiter bei der Firma Semperit beschäftigt. Danach absolvierte Samwald zwischen 1946 und 1949 bei der Firma Schoeller-Bleckmann eine Lehre als Schlosser und bildete sich in der Folge in der Sozialakademie in Mödling und durch den Werkmeisterkurs weiter. Nach seiner Lehre war Samwald als Angestellter der Vereinigten Edelstahlwerke AG (VEW) beschäftigt, zwischen 1960 und 1970 war er Bezirkssekretär der SPÖ Neunkirchen. Samwald trat bereits 1945 der Sozialistischen Jugend bei und war ab 1950 deren Bezirksobmann im Bezirk Neunkirchen. Er wurde 1953 zum Ortsparteivorsitzenden der SPÖ Pottschach gewählt und wirkte zwischen 1960 und 1965 als Gemeinderat. 1965 wurde Samwald zum Bürgermeister von Pottschach gewählt, ein Amt, das er bis 1973 ausübte. Samwald war zudem 1974 bis 1993 Bürgermeister der Stadtgemeinde Ternitz und fungierte als Bezirksparteivorsitzender der SPÖ Neunkirchen. Er war zudem Mitglied des Landesparteipräsidiums der SPÖ Niederösterreich und vertrat die SPÖ vom 26. Februar 1969 bis zum 23. November 1987 im Nationalrat. 
Sein Sohn Christian Samwald (* 1980) ist ebenfalls Politiker.